# Mare Australe
Mare Australe (Söderhavet) är ett litet månhav på månens södra halvklot. Det ligger långt österut på den del som vetter mot Jorden och sträcker sig in på frånsidan. Det är oregelbundet format och på flera ställen täckt med kratrar och ljusare "öar". Det ligger sydost om kratern Brisbane och nordost om kratern Pontécoulant.